# Domangart I.
Domangart I. (Domangart mac Fergus), auch Domangart Réti (* in Nordirland; † 507), war von 501 bis 507 einer der frühen Könige des irisch-schottischen Königreichs Dál Riata.

## Leben
Domangart war der Sohn des Königs Fergus mac Erc, dem er um 501 auf den Thron folgte. Mit seinem Vater und dessen Brüdern war er um das Jahr 500 von Nordirland nach Alba (Schottland) gekommen, wo sie das neue Königreich Dalriada gründeten. Den Annals of the Four Masters zufolge heiratete er Feldilm Foltchain, die Tochter des Bruin (Brion, Sohn des Eochaid Muigmedon), eines Halbbruders des irischen Hochkönigs Niall Noigíallach, was die weiter bestehenden engen Bindungen des schottischen Reiches an Irland demonstriert. Domangart folgte seinem Vater als Anführer (ob er den Königstitel trug, ist nicht gesichert). Sein Sohn Comgall, Herr über Cowal, wurde um 507 zu seinem Nachfolger. Neben Comgall (mac Domangart) hatte er noch einen weiteren Sohn Gabrán (mac Domangart) Herr über Kintyre, der das Königreich um 538 von seinem Bruder übernahm.